# 71-й гвардейский штурмовой авиационный полк
71-й гвардейский штурмово́й авиацио́нный Радомский Краснознамённый ордена Суворова полк — авиационная воинская часть ВВС РККА штурмовой авиации в Великой Отечественной войне.

## Наименование полка
В различные годы своего существования полк имел наименования:
- 784-й штурмовой авиационный полк[1][2][3];
- 71-й гвардейский штурмовой авиационный полк (18.03.1942 г.)[1][3];
- 71-й гвардейский штурмовой авиационный Краснознамённый полк (09.08.1944 г.)[1][3];
- 71-й гвардейский штурмовой авиационный Радомский Краснознамённый полк (19.02.1945 г.)[1];
- 71-й гвардейский штурмовой авиационный Радомский Краснознамённый ордена Суворова полк (11.06.1945 г.)[1].

## История и боевой путь полка
Сформирован как 784-й штурмовой авиационный полк в марте 1942 года в Приволжском военном округе в 1-й запасной авиационной бригаде. На вооружение имел самолёты Ил-2.
За образцовое выполнение заданий командования и проявленные при этом мужество и героизм 784-й штурмовой авиационный полк Приказом НКО № 128 от 18 марта 1943 года переименован в 71-й гвардейский штурмовой авиационный полк.
В период с 18 по 23 августа 1943 года полк принимал участие в Старорусской операции, имея на вооружении 34 самолёта и 25 летчиков, базируясь на аэродроме Вины.
С 30 ноября 1943 года по 4 января 1944 года полк был передан в оперативное подчинение 225-й штурмовой авиадивизии 15-й воздушной армии 2-го Прибалтийского Фронта для усиления авиационной группировки войск на Северо-Западном направлении и последующем участии в Ленинградско-Новгородской операции. Полк выполнил 347 боевых вылетов, потерля 6 экипажей.
С 28 февраля по 5 июля 1944 года полк уничтожал живую силу, артиллерию и танки противника на ковельском направлении. Борьба за овладение городом Ковель длилась с 5 по 9 июля 1944 года. Полк базировался на аэродроме Чарторыск, имея в боевом составе 29 самолётов Ил-2 и 33 летчика. С 18 по 25 июля полк обеспечивал наступление частей 69-й и 8-й армий в прорыве обороны противника в районе западнее города Ковель, форсировании реки Западный Буг, взятии городов Холм и Люблин. Полк базировался на аэродроме Вельки-Порск. Всего полк выполнил 327 боевых вылетов.
С 25 июля по 26 августа 1944 года полк содействовал проведению частных наступательных операций 69-й армии по форсированию реки Висла и расширению плацдармов на западном берегу реки. К этому времени полк имел 28 самолётов и 36 летчиков и базировался на аэродромах Хворостув, Став, Люблин и Крачевица с последовательным перебазированием с одного аэродрома на другой. 6 экипажей полка выполняли задачу по преследованию и уничтожению отходящего противника на участке дорог Госьцерадув — Ганнополь. С 26 августа полк боевой работы не вел, занимался учебной подготовкой. С 10 сентября полк перебазирован на аэродром Селец.
С 10 сентября 1944 года по 10 мая 194 года полк боевой работы не вел, занимался командирской учёбой и готовил к боевым действиям новое пополнение — 7 человек, на аэродроме Селец. Летчики были подготовлены к 1 ноября 1944 года.
В составе действующей армии полк находился с 18 марта 1943 года по 3 января 1944 года, с 19 марта по 7 сентября 1944 года и с 21 ноября 1944 года по 9 мая 1945 года.
В послевоенное время полк с дивизией входили в состав 16-й воздушной армии Группы советских оккупационных войск в Германии. С 20 ноября 1945 года дивизия Директивой Генерального штаба № орг/10/14879 от 15.11.1945 г. и военного совета ГСОВГ № № орг/00652 от 17.11.1945 г., Приказом 16 ВА № 00426 от 20.11.1945 г. передается из состава 9-го штурмового авиакорпуса в состав 6-го штурмового авиакорпуса 16-й воздушной армии Группы советских войск в Германии. 18 мая 1946 года на основании Директивы Генерального штаба ВС ССР № орг/1097 от 05.05.1946 г. и Приказа командующего 16 ВА № 00199 от 15.05.1946 г. дивизия в составе управления дивизии, 41-го штурмового, 70-го и 71-го гвардейских штурмовых авиационных полков расформирована на аэродроме Финстервальде. Часть личного состава полка вошла в 33-й гвардейский штурмовой авиационный полк при доукомплектовании до штатной численности. 33-й гвардейский штурмовой авиационный полк передан в состав 11-й гвардейской штурмовой авиационной Нежинской Краснознамённой ордена Суворова дивизии.

## Командиры полка
- гвардии подполковник Дельнов Иван Васильевич, погиб при выполнении боевого задания[8], 17.01.1943 - 15.03.1943
- гвардии майор, подполковник Севастьянов Алексей Иванович, 18.03.1943 -

## В составе соединений и объединений
| Дата          | Фронт (округ)                                   | Армия                | Корпус                           | Дивизия                                        | Примечания |
| ------------- | ----------------------------------------------- | -------------------- | -------------------------------- | ---------------------------------------------- | ---------- |
| 18.03.1943 г. | Северо-Западный фронт                           | 6-я воздушная армия  |                                  | 3-я гвардейская штурмовая авиационная дивизия  |            |
| 20.12.1943 г. | 2-й Прибалтийский фронт                         | 15-я воздушная армия |                                  | 3-я гвардейская штурмовая авиационная дивизия  |            |
| 03.01.1944 г. | Резерв ставки ВГК                               | 6-я воздушная армия  |                                  | 3-я гвардейская штурмовая авиационная дивизия  |            |
| 19.03.1944 г. | 2-й Белорусский фронт                           | 6-я воздушная армия  |                                  | 3-я гвардейская штурмовая авиационная дивизия  |            |
| 01.04.1944 г. | 1-й Белорусский фронт                           | 6-я воздушная армия  |                                  | 3-я гвардейская штурмовая авиационная дивизия  |            |
| 20.07.1944 г. | 1-й Белорусский фронт                           | 6-я воздушная армия  | 1-й смешанный авиационный корпус | 3-я гвардейская штурмовая авиационная дивизия  |            |
| 07.09.1944 г. | Резерв ставки ВГК                               | 6-я воздушная армия  | 1-й смешанный авиационный корпус | 3-я гвардейская штурмовая авиационная дивизия  |            |
| 31.10.1944 г. | Резерв ставки ВГК                               |                      | 1-й смешанный авиационный корпус | 3-я гвардейская штурмовая авиационная дивизия  |            |
| 14.11.1944 г. | Резерв ставки ВГК                               |                      | 9-й штурмовой авиационный корпус | 3-я гвардейская штурмовая авиационная дивизия  |            |
| 21.11.1944 г. | 1-й Белорусский фронт                           | 16-я воздушная армия | 9-й штурмовой авиационный корпус | 3-я гвардейская штурмовая авиационная дивизия  |            |
| 09.05.1945 г. | 1-й Белорусский фронт                           | 16-я воздушная армия | 9-й штурмовой авиационный корпус | 3-я гвардейская штурмовая авиационная дивизия  |            |
| 18.05.1946 г. | Группа советских оккупационных войск в Германии | 16-я воздушная армия | 6-й штурмовой авиационный корпус | 11-я гвардейская штурмовая авиационная дивизия |            |

## Участие в операциях и битвах
- Старорусская операция — с 18 по 23 августа 1943 года.
- Невельская наступательная операция — с 6 по 10 октября 1943 года.
- Ленинградско-Новгородская операция — с 30 ноября 1943 года по 4 января 1944 года.
- Полесская наступательная операция — с 15 марта по 5 апреля 1944 года.
- Висло-Одерская операция[9] с 12 января 1945 года — 3 февраля 1945 года.
- Варшавско-Познанская операция с 14 января 1945 года по 3 февраля 1945 года.
- Восточно-Померанская операция[9] с 10 февраля 1945 года по 4 апреля 1945 года.
- Берлинская операция[9] с 16 апреля 1945 года по 8 мая 1945 года.

## Награды и наименования
- 71-й гвардейский штурмовой авиационный полк Указом Президиума Верховного Совета СССР от 9 августа 1944 года за образцовое выполнение заданий командования в боях с немецкими захватчиками за овладение городом Холм (Хелм) и проявленные при этом доблесть и мужество награждён орденом Красного Знамени[10].
- 71-му гвардейскому штурмовому авиационному Краснознаменному полку Приказом НКО № 09 от 19 февраля 1945 года на основании Приказа ВГК № 222 от 16 января 1945 года присвоено почетное наименование «Радомский»[3].
- 71-й гвардейский штурмовой авиационный Радомский Краснознамённый полк Указом Президиума Верховного Совета СССР от 11 июня 1945 года за образцовое выполнение заданий командования в боях с немецкими захватчиками при овладении столицей Германии городом Берлин и проявленные при этом доблесть и мужество награждён орденом «Суворова III степени»[11].

## Благодарности Верховного Главнокомандующего

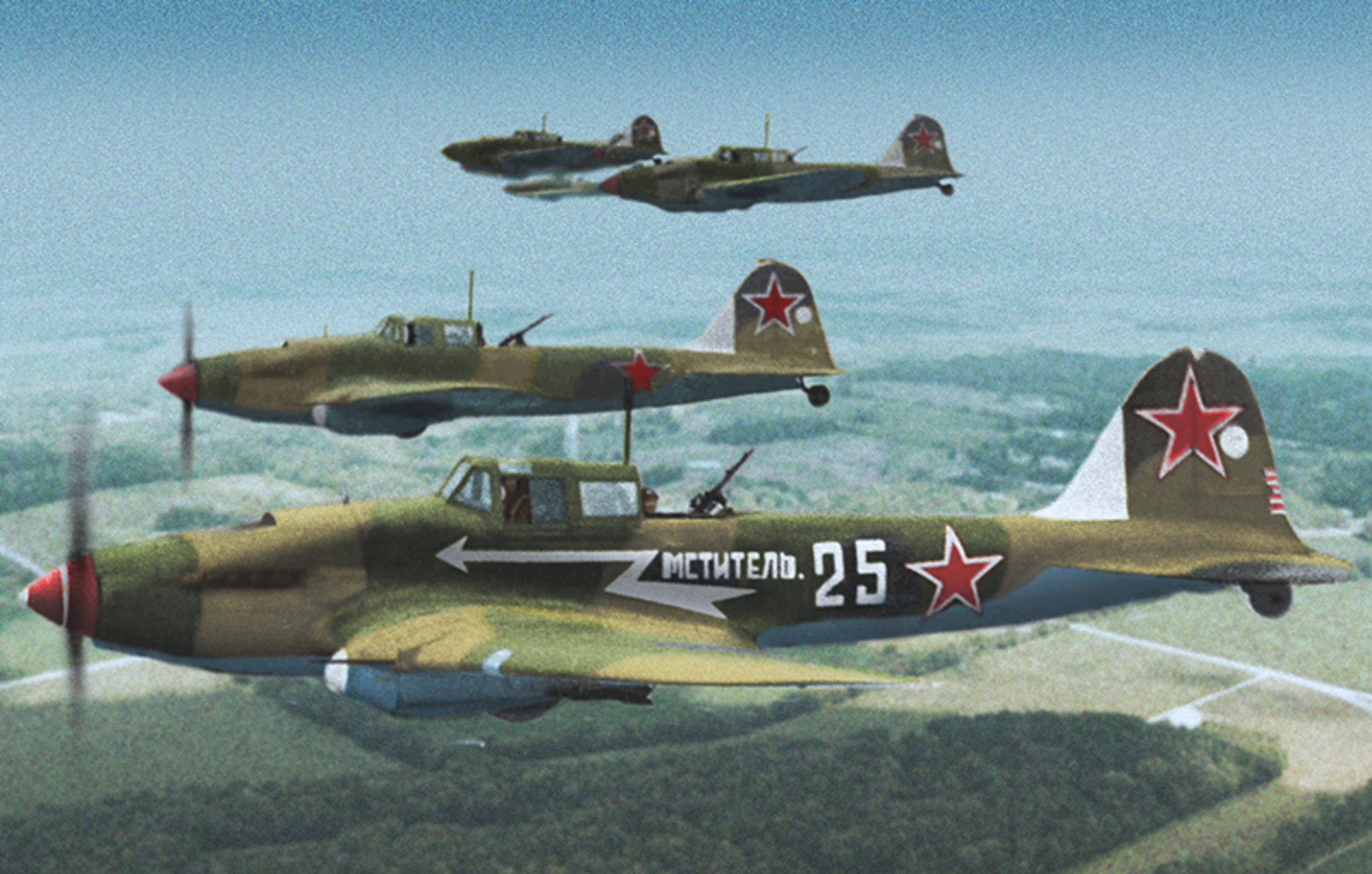
Звено Ил-2 м над Берлином в 1945 году.

Верховным Главнокомандующим полку в составе дивизии объявлены благодарности:
- За отличие в боях при овладении городом и важным опорным пунктом обороны немцев и крупным железнодорожным узлом — городом Ковель[12].
- За отличие в боях при овладении областным центром Советской Белоруссии городом Пинск — важным опорным пунктом обороны немцев на брестском направлении[13].
- За отличия в боях в наступлении из района Ковеля, при прорыве сильно укрепленной обороны немцев и при продвижении за три дня наступательных боев вперед до 50 километров, при расширении прорыва до 150 километров по фронту, при занятии более 400 населенных пунктов, в том числе крупных населенных пунктов Ратно, Малорыта, Любомль, Опалин и выходе к реке Западный Буг[14].
- За отличие в боях при овладении штурмом городом Хелм (Холм) — важным опорным пунктом обороны немцев на люблинском направлении[15].
- За отличие в боях при овладении крупным промышленным центром Польши городом Радом — важным узлом коммуникаций и сильным опорным пунктом обороны немцев[16].
- За отличие в боях при овладении городами Лодзь, Кутно, Томашув (Томашов), Гостынин и Ленчица[17].
- За отличие в боях при овладении городом Калиш — важным узлом коммуникаций и сильным опорным пунктом обороны немцев на бреславском направлении[18].

## Отличившиеся воины
- Лебедев Алексей Иванович, гвардии капитан, командир эскадрильи 71-го гвардейского штурмового авиационного полка 3-й гвардейской штурмовой авиационной дивизии 9-го штурмового авиационного корпуса 16-й воздушной армии Указом Президиума Верховного Совета СССР 15 мая 1946 года удостоен звания Герой Советского Союза. Золотая Звезда № 8991.

## Базирование полка
| Период     | Место базирования             |
| ---------- | ----------------------------- |
| 06.07.1944 | Вельки-Порск, Польша.         |
| 25.07.1944 | Хворостув, Польша.            |
| 28.07.1944 | Став, Польша.                 |
| 03.08.1944 | Свидник, Польша.              |
| 06.08.1944 | Крачевицы, Польша.            |
| 10.09.1944 | Селец, Польша.                |
| 01.01.1945 | Михув, Польша.                |
| 16.01.1945 | Радом, Польша.                |
| 19.01.1945 | Домбров, Польша.              |
| 31.01.1945 | Горжички, Польша.             |
| 20.02.1945 | Целенциг, Германия.           |
| 04.04.1945 | Топпер, Германия.             |
| 25.04.1945 | Мюнхенберг, Германия.         |
| 29.04.1945 | Берлин Центральный, Германия. |
| 10.05.1945 | Топпер, Германия.             |
| 09.07.1945 | Финстервальде, Германия.      |